# Ján Hirka
Ján Hirka (ur. 16 listopada 1923 w Abranovcach koło Preszowa, zm. 10 kwietnia 2014 w Preszowie) – biskup słowackiej cerkwi greckokatolickiej, emerytowany ordynariusz preszowskiej eparchii greckokatolickiej.
Ján Hirka urodził się w rodzinie chłopskiej. Ukończył cerkiewne gimnazjum, następnie greckokatolickie seminarium duchowne w Preszowie, po czym zaczął studia teologiczne w greckokatolickiej wyższej szkole teologicznej. Po czterech latach studiów został wysłany do Pragi, gdzie w 1949 ukończył studia na wydziale teologicznym Uniwersytetu Karola. 31 lipca 1949 w Preszowie przyjął święcenia kapłańskie z rąk greckokatolickiego preszowskiego biskupa pomocniczego Bazylego Hopki. Po wyświęceniu ks. Ján Hirka pracował w preszowskiej kurii biskupiej. Miał zostać wikariuszem w parochii Ľutina, jednak władze państwowe zakazały mu objęcia tej funkcji. W lutym 1950 został więc wikariuszem w Preszowie.
Po likwidacji cerkwi greckokatolickiej na Słowacji w 1950 ks. Ján Hirka prowadził posługę kapłańską w konspiracji. Pracował jako robotnik w miejscach, gdzie nie były wymagane pozwolenia na pracę. 22 października 1952 został aresztowany przez policję polityczną. Po sześciu miesiącach aresztu 28 kwietnia 1953 został skazany na trzy lata pozbawienia wolności za działalność w Cerkwi. 4 lipca 1953 na mocy amnestii został zwolniony z więzienia, lecz zakazano mu wrócić w rodzinne strony. Zamieszkał w Breznie, lecz 19 września 1955 znów został aresztowany. Po roku aresztu w Koszycach i w Pradze 4 września 1956 został skazany na dwa i pół roku więzienia za „spisek przeciwko państwu”. „Karę” odbył pracując przymusowo w kopalni węgla w Rtyně w czeskich Karkonoszach. Został zwolniony 20 marca 1958. W czasie kolejnego pięcioletniego zakazu powrotu w rodzinne strony ks. Ján Hirka pracował w szpitalu w Podbrezovej jako robotnik, palacz i elektryk. Nie pozwolono mu zostać sanitariuszem. Po wygaśnięciu zakazu zaczął pracować jako palacz w szpitalu w Preszowie.
Po legalizacji cerkwi greckokatolickiej w 1968 ks. Ján Hirka objął parochię w Preszowie. Potem został dziekanem, a 20 grudnia 1968 Stolica Apostolska mianowała go administratorem apostolskim eparchii preszowskiej. Władze państwowe zgodziły się na wykonywanie przez niego tej funkcji dopiero 2 kwietnia 1969, nie zgodziły się jednak na mianowanie go biskupem. W czynnościach administratora pomagał mu preszowski biskup pomocniczy Bazyli Hopko. Obaj byli bezustannie szykanowani przez komunistyczne władze. W uznaniu zasług papież Paweł VI 21 marca 1978 mianował ks. Ján Hirkę prałatem papieskim.
Dopiero po upadku władzy komunistycznej w Czechosłowacji 21 grudnia 1989 Stolica Apostolska mianowała ks. Ján Hirkę biskupem ordynariuszem preszowskim. Święcenia biskupie ks. Hirka uroczyście przyjął 17 lutego 1990 w Preszowie od kardynała Jozefa Tomka jako pierwszy od wielu lat biskup greckokatolicki wyświęcony w Czechosłowacji. Po uwolnieniu cerkwi od represji bp Hirka starał się o odbudowę zrujnowanych cerkwi, a przede wszystkim o pozyskanie nowych księży, których bardzo brakowało. W tym celu wznowił działalność seminarium duchownego i wydziału teologicznego. Wznowił również działalność dobroczynną i kulturalną słowackiej cerkwi greckokatolickiej. W dużej mierze dzięki zabiegom biskupa Hirki doszło do beatyfikacji greckokatolickich biskupów-męczenników Pawła Piotra Gojdiča i Bazylego Hopki.
10 grudnia 2002 bp Ján Hirka odszedł na emeryturę. Na stolicy preszowskiej zastąpił go bp Ján Babjak.

## Odznaczenia
- Order Andreja Hlinki I Klasy – 1998[1]
- Krzyż Pribiny II Klasy – 2003[2]